# Szoghakn
Szoghakn – wieś w Armenii, w prowincji Aragacotn. W 2011 roku liczyła 167 mieszkańców.